# 瓜亚基尔会谈

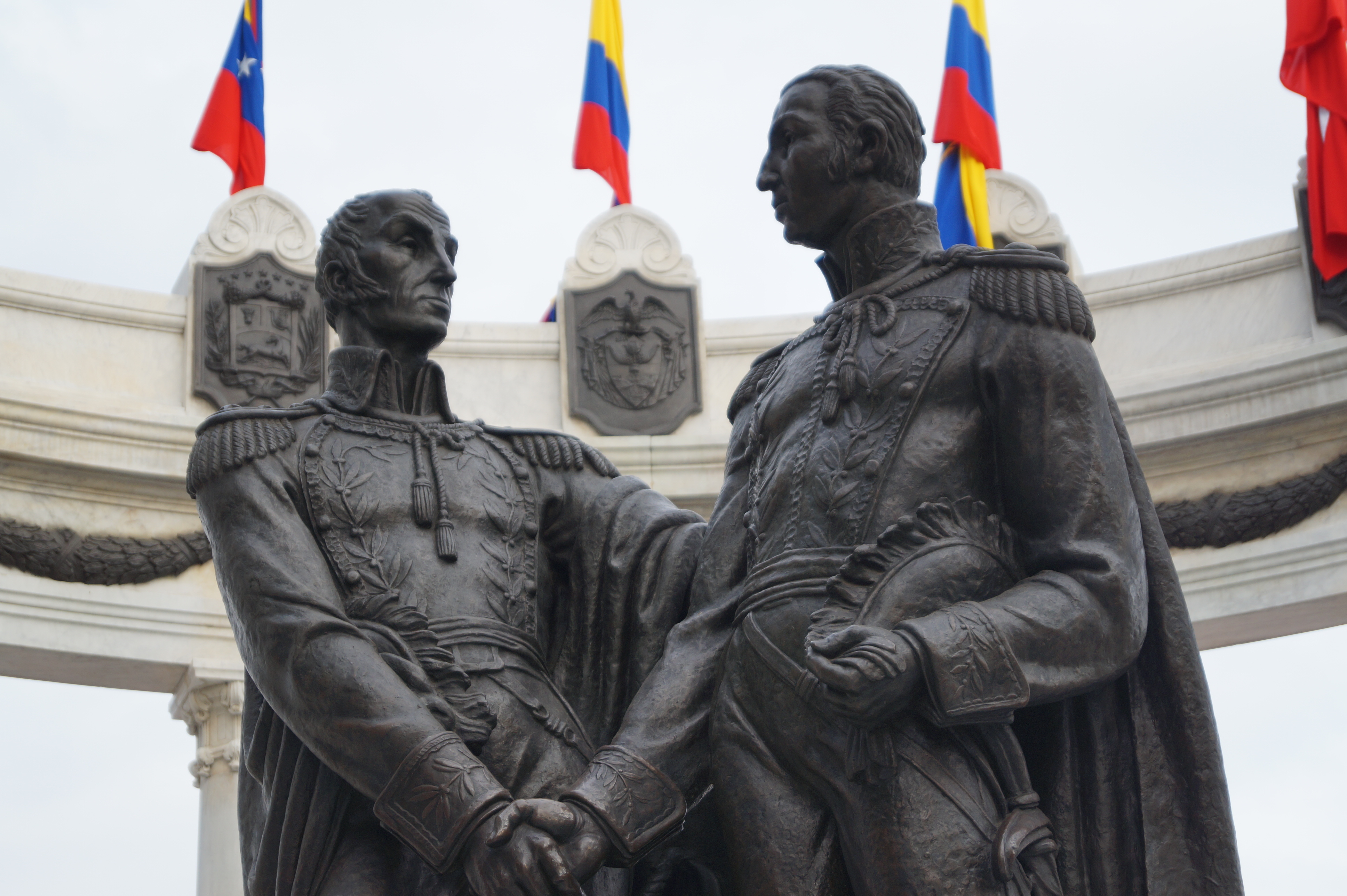
瓜亚基尔的一座雕像，左为玻利瓦尔，右为圣马丁。

瓜亚基尔会谈（西班牙語：Conferencia de Guayaquil），又称瓜亚基尔会晤，是何塞·德·圣马丁与西蒙·玻利瓦尔之间的一场会晤，于1822年7月26日在厄瓜多尔瓜亚基尔市举行，会上就秘鲁和整个南美洲去殖民化后的未来愿景展开了讨论。

## 背景
秘魯總督轄區的首都利马是西班牙南美洲殖民地中最重要的城市，同时也是西屬美洲獨立戰爭中保皇派的重要据点，镇压了多场独立暴动。因此，在智利独立战争告终后，圣马丁将军组建了一支海军，才最终借此包围并占领了利马，并很快宣布了秘鲁独立。但是，秘鲁的农村地区还存在着很强的保皇派势力。
同时，玻利瓦尔也领导了另一场独立战争。他几经周折解放了委内瑞拉，在马拉开波湖战役胜利后，委内瑞拉的独立已成定局。另外，在弗朗西斯科·德保拉·桑坦德尔的支持下，新格拉納達解放，玻利瓦尔将两地合并为大哥伦比亚。
随着瓜亚基尔在一场叛乱中宣布城市独立，其他厄瓜多尔城市也纷纷揭竿而起。圣马丁和玻利瓦尔在一开始都没有参与到厄瓜多尔独立战争当中。在厄瓜多尔人就地区未来的争论中，一些势力支持加入大哥伦比亚，一些则支持加入秘鲁，其余的则倾向于另外建国。争论产生结果之前，玻利瓦尔就派兵将瓜亚基尔并入了大哥伦比亚。同时在秘鲁国内也有声音要求圣马丁将瓜亚基尔并入秘鲁。

## 议题
圣马丁于7月25日到达瓜亚基尔，玻利瓦尔盛情欢迎他的到来。然而，志同道合的两人仍然无法就相关问题达成一致，就算是圣马丁提出自己向玻利瓦尔效忠也是无果而终。两人特别就他们解放的国家如何组织起来不能统一意见：玻利瓦尔更倾向于在新独立的国家建立共和国，而圣马丁更希望建立欧式的君主制国家，并希望在秘鲁解放后将一名欧洲王公立为秘鲁国王。

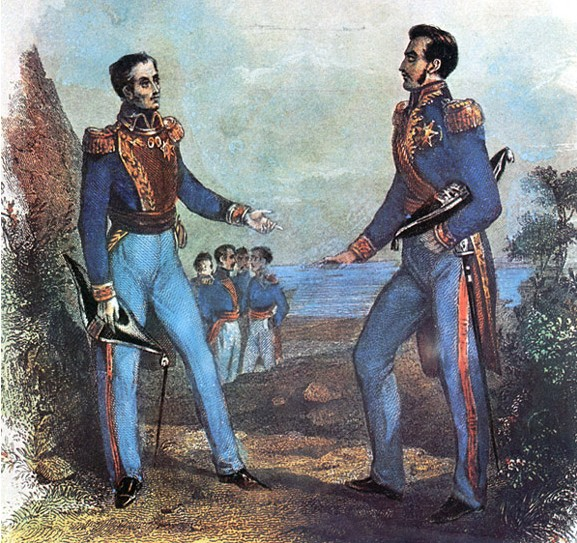
何塞·德·圣马丁与西蒙·玻利瓦尔会晤。实际的会谈是在室内举行，而非图上的野外。

## 结果
7月26日，在圣马丁会见玻利瓦尔数小时后，留在当地参与为他举办的宴会和舞会。玻利瓦尔提议两人“为南美洲最伟大的两个人：圣马丁将军和我”（Por los dos hombres más grandes de la América del Sur: el general San Martín y yo）碰杯，圣马丁则“为战争早日结束，［南美］大陆上各共和国的成立，哥伦比亚解放者的健康”（Por la pronta conclusión de la guerra; por la organización de las diferentes Repúblicas del continente y por la salud del Libertador de Colombia）饮酒。
会后，圣马丁放弃了他在秘鲁的权力，返回了阿根廷。不久便永远离开了南美洲，前往法国安享晚年。

## 进阶阅读
- Galasso, Norberto.  [Let us be free and nothing else matters]. Buenos Aires: Colihue. 2000. ISBN 978-950-581-779-5 （西班牙语）.
- Lecuna, Vincente. . The Hispanic American Historical Review. 1951, 31 (3): 369–393. JSTOR 2509398. doi:10.2307/2509398.
- Masur, Gehard.  (PDF). The Hispanic American Historical Review. 1951, 31 (2): 189–229. JSTOR 2509029. doi:10.2307/2509029.